# Mersonne ne m'aime
À ne pas confondre avec le film Personne ne m'aime de Marion Vernoux.
Pour plus de détails, voir Fiche technique et Distribution.
Mersonne ne m’aime est un téléfilm français réalisé par Liliane de Kermadec et primodiffusé[Quoi ?] sur Antenne 2 en 1982.
Docu-fiction dans les milieux féministes, le téléfilm est scénarisé par Nicole-Lise Bernheim et Mireille Cardot, d'après leur roman paru en 1978 aux Éditions des Autres.

## Fiche technique
Sauf indication contraire ou complémentaire, les informations mentionnées dans cette section proviennent du générique de fin de l'œuvre audiovisuelle présentée ici.
- Titre original français : Mersonne ne m'aime[1]
- Réalisation : Liliane de Kermadec
- Scénario : Nicole-Lise Bernheim, Mireille Cardot, d'après leur roman paru en 1978 aux Éditions des Autres[2].
- Photographie : Jean-Paul Rabié
- Montage : Michèle Gourot, Fernand Berenguer
- Assistants de réalisation : Viviane Bruni, Philippe Perrin
- Musique : Jacques Offenbach arrangée par David Jisse
- Son : Roger Feyt, Jean-Paul Geveart
- Cascades : Claude Carliez
- Décors : Claude Lenoir
- Maquillage : Nadina Gayet
- Costumes : Christian Gasc
- Sociétés de production : Antenne 2, SFP
- Pays de production :  France
- Langue originale : français
- Format : Couleur - 1,33:1 - Son mono - 16 mm
- Durée : 92 minutes (1 h 32)
- Genre : Comédie policière
- Date de diffusion :
  - France : 26 juin 1982 (Antenne 2)

## Distribution
- Valérie Schoeller : Aimée Chandelaire, contractuelle
- Jacques Zanetti : Jacques Chandelaire, le mari d'Aimée
- Michael Lonsdale : Le commissaire Bancau
- Marcel Bozonnet : Lacquis
- Daniel Laloux : René
- Jean-Pierre Léaud : Daniel Flipo-Risq
- Maud Rayer : Irène Flipo-Risq
- Virginie Verrière : Judith Flipo-Risq
- Franck Beaujour : Holopherne Flipo-Risq
- Élisabeth Mortensen : Renée Polaire
- Anne Caudry : Rose Sélavy
- Edith Cottrell : Mirobolette
- Bernadette Lafont : La gardienne des Sceaux
- Zobeida : La concierge
- Louis Lalanne : Le patron du bistrot
- Jean-René Gossart : Le patron du hammam
- Coralie Seyrig : La marchande de barbe à maman
- Annie Savarin : La marchande journaux
- Ève Cotton : Lilith
- Antoine Duléry : Un journaliste
- Marie Nimier : Une saltimbanque

## Production
« Nicole-Lise et moi avions concocté le scénario, à la demande de la direction de France 2. Nous avons été les premières étonnées par cette demande : comment transformer en images nos jeux de mots ? J’ai demandé une projection de Zazie dans le métro pour voir comment Louis Malle s’était débrouillé. Et puis nous nous sommes attelées au scénario en essayant de transformer des jeux de mots en jeux d’images animées. Une vendeuse de barbe à maman a été inventée, entre autres, à cette occasion. La télévision nous a demandé qu’un seul changement : l’une des héroïnes, lesbienne de choc, Renée Vivien (du nom de la poétesse), portait le nom du secrétaire d’État en exercice Robert-André Vivien. »

— Mireille Cardot

## Accueil critique
D'après le site québécois Mediafilm, Mersonne ne m'aime a un début amusant, puis s'enlise dans des développements un peu lassants dans l'outrance et la caricature malgré une bonne interprétation.